# Passiflora cirrhiflora
Passiflora cirrhiflora Juss. – gatunek rośliny z rodziny męczennicowatych (Passifloraceae Juss. ex Kunth in Humb.). Występuje naturalnie w Gujanie, Surinamie, Gujanie Francuskiej oraz Brazylii (w stanach Amazonas, Amapá i Pará). 

## Morfologia
PokrójPnąca bylina.
Liście3- lub 5-klapowane, rozwarte lub ostrokątne u podstawy. Mają 10 cm długości oraz 12 cm szerokości. Całobrzegie, z tępym lub ostrym wierzchołkiem. Ogonek liściowy jest owłosiony i ma długość 5–15 mm. Przylistki są szydłowate, mają 5 mm długości.
KwiatyPojedyncze lub zebrane w pary. Działki kielicha są podłużne, białawe, mają 3 cm długości. Płatki są liniowo podłużne, mogą mieć barwę od żółtawej do czerwonawej, mają 3–4 cm długości. Przykoronek ułożony jest w dwóch rzędach.
OwoceSą kulistego kształtu.

## Biologia i ekologia
Występuje w lasach wtórnych na wysokości do 500 m n.p.m.